# Земля і воля (виборчий список)
Земля і воля – список партії соціалістів-революціонерів та ради селянських депутатів по Катеринославському виборчому округу на виборах до Всеросійських Установчих Зборів.
1. Чернов Віктор Михайлович;
2. Гвоздиковський Микола Кіндратович, голова Маріупольської повітової земської управи;
3. Розенблюм (Фірсов) Дмитро Самійлович;
4. Попов Семен Степанович, голова Олександрівської ради селянських депутатів;
5. Сочева Олександр Миронович;
6. Панченко Купріян Олександрович;
7. Затєйщиков Онуфрій Васильович;
8. Бартагов Іван Васильович;
9. Любарський Іван Семенович;
10. Головченко Сава Тимофійович;
11. Алєксєєв Іван Федорович;
12. Матвєєв Іван Іванович;
13. Кармазін Григорій Петрович;
14. Сайко Юхим Антонович;
15. Дмитренко Дмитро Якович;
16. Толочко Трохим Макарович;
17. Матюха Григорій Євдокимович;
18. Боборикін Георгій Андрійович;
19. Способін Яків Георгійович;
20. Вакеров Ілля Оксентійович;
21. Вербицький Марк Савич;
22. Чубар Василь Пантелеймонович.